# Chlorocala nigricollis
Chlorocala nigricollis är en skalbaggsart som beskrevs av Ernst Gustav Kraatz 1880. Chlorocala nigricollis ingår i släktet Chlorocala och familjen Cetoniidae. Inga underarter finns listade i Catalogue of Life.